# Джельфа
Дже́льфа (араб. الجلفة‎) — город в Алжире, административный центр одноимённых вилайета и округа. Основан в 1852 году французскими колонистами. Население — 170 000 человек (по оценке 2005 года). Город обслуживает аэропорт, расположенный на высоте приблизительно 1200 м над уровнем моря.

## География
Город находится в северной части страны, в горах, на высоте 1138 м над уровнем моря. Климат засушливый. Около Джельфы расположено несколько солёных озёр; южнее начинается пустыня Сахара.

## Климат
| Показатель               | Янв. | Фев. | Март | Апр. | Май  | Июнь | Июль | Авг. | Сен. | Окт. | Нояб. | Дек. | Год   |
| ------------------------ | ---- | ---- | ---- | ---- | ---- | ---- | ---- | ---- | ---- | ---- | ----- | ---- | ----- |
| Средний максимум, °C     | 9,8  | 11,4 | 14,1 | 18,1 | 23,1 | 29,3 | 33,7 | 32,6 | 27,5 | 20,4 | 14,4  | 10,8 | 20,4  |
| Средняя температура, °C  | 5,0  | 6,4  | 8,3  | 11,9 | 16,3 | 22,0 | 25,7 | 24,9 | 20,4 | 14,3 | 9,1   | 5,9  | 14,1  |
| Средний минимум, °C      | 0,1  | 1,4  | 2,3  | 5,7  | 9,5  | 14,7 | 17,6 | 17,1 | 13,2 | 8,2  | 3,8   | 1,0  | 7,8   |
| Норма осадков, мм        | 33,4 | 32,4 | 38,1 | 30,8 | 36,1 | 29,7 | 9,4  | 18,6 | 25,7 | 25,1 | 37,2  | 30,9 | 347,4 |
| Источник: World Climate, |      |      |      |      |      |      |      |      |      |      |       |      |       |

## История
Со II по V века земля, на которой сегодня расположена Джельфа, входила в состав Римской империи. В 707 году здесь появились арабские завоеватели, обратившие местное кочевое население в исламскую веру.
На протяжении многих последующих столетий эта территория входила в состав различных арабских государств, пока не была захвачена Османской империей в 1547 году. Турки удерживали Алжир в своих руках вплоть до 1830-х годов, когда в борьбу за эти земли не вступила Франция. Район современной Джельфы был присоединён к французским владениям в 1837 году.
В 1852 году французами был основан город Джельфа в качестве военного форта. Город постепенно развивался: в 1856 году здесь была построена первая церковь, шестью годами позже сюда был проведён телеграф. В 1861 году своим указом Наполеон III официально закрепил существование города. В 1877 году в городе была возведена мечеть (ещё одна была построена в 1919 году).
Ещё в 1854 году к городу был проведён трубопровод, снабжающий Джельфу водой. В 1889 году был построен ещё один такой трубопровод (третий был построен в 1907 г.).
На начало XX века население города составляло 2016 человек.
В 1921 г. Джельфа была соединена железной дорогой с городом Блида (строительство было начато в 1891 году).
В 1954—1962 годах город был участником Войны за независимость Алжира.

## Население
Основным населением города является семитский мусульманский народ улед-наиль.